# The Lancet Infectious Diseases
The Lancet Infectious Diseases, abgekürzt Lancet Infect. Dis., ist eine wissenschaftliche Fachzeitschrift, die vom Elsevier-Verlag veröffentlicht wird. Die erste Ausgabe erschien im August 2001. Derzeit erscheint die Zeitschrift monatlich. Es werden Original- und Übersichtsarbeiten aus allen Bereichen der klinischen Infektiologie veröffentlicht.
Der Impact Factor lag im Jahr 2021 bei 71,421. Nach der Statistik des ISI Web of Knowledge wird das Journal mit diesem Impact Factor in der Kategorie Infektionskrankheiten an zweiter Stelle von 94 Zeitschriften geführt.
Chefherausgeber ist John McConnell, der bei Lancet angestellt ist.